# コクレン
コクレン （黒鰱、Hypophthalmichthys nobilis）はコイ科ハクレン属に分類される淡水魚の一種。ハクレンと共にレンギョと呼ばれる。中国原産種で、四大家魚のひとつでもある。

## 概要
中国では華南を中心に一般的な淡水魚であり、主に珠江水系と長江水系に棲息する。黄河以北にも棲息するが、その数は少ない。
ソウギョ、ハクレン、アオウオと共に中国の「四大家魚」と称される。ハクレンよりも養殖効率、味ともに良いとされ、台湾でレンギョというともっぱらこの本種のことを指す。東南アジアなどにも移出されて、養殖されたり、自然の河川で繁殖したりしている。原産地では重要な食用魚である。
ハクレンによく似るが、体色がハクレンは銀白色なのに対し、コクレンは体色に黒みがあり、全身に黒い雲状の斑紋が広がっている。腹の部分の隆起縁が腹鰭の位置よりも後の方に有る。ハクレンよりも成長が早く最大1.2mに成長する。体長は体高の3.1-3.5倍、頭長の2.9-3.4倍と相対的に頭が大きい。
日本へは、アオウオと同様にハクレンとソウギョを輸入した際に混じってきたと考えられている。日本では利根川水系 - 霞ヶ浦周辺で自然繁殖が確認されているが、その生息数は極めて少なく、「幻の魚」とも言われる。淀川にも放流されている。
主に流れのゆるい川や湖で繁殖し、中上層で生活する。ハクレンと同様プランクトン食であるが、植物プランクトンではなく動物プランクトンを主たる食物としている。

## 名称
中国大陸及び台湾の標準名は「鱅」（よう。ヨン。簡体字 鳙）であるが、地方名に「𩻃魚」、「花鰱」、「大頭魚」、「黒鰱」、「胖頭魚」がある。ベトナムではカーメーホワ（ベトナム語: Cá mè hoa）、タイではプラーソン（タイ語: ปลาซ่ง）と称する。

## 養殖

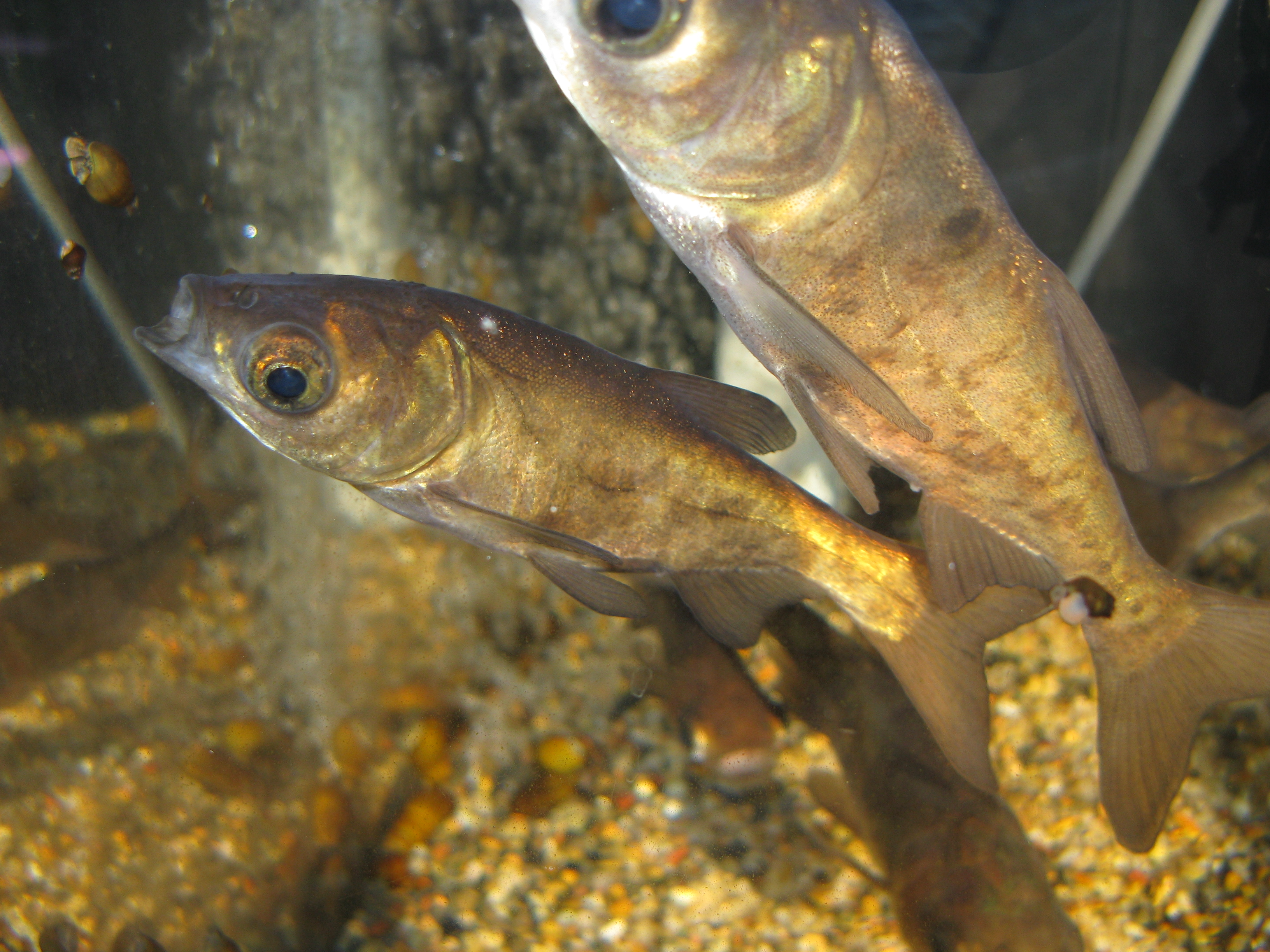
コクレンの幼魚

ハクレンと同様に古来中国大陸、台湾などで食用に養殖されてきた家魚のひとつである。中国では華南を中心に、四大家魚を同じ養殖池を使って養殖することが行われてきた。現代の大規模な養殖法では別々に養殖されるが、四大家魚を含む全淡水魚の内で4番目に出荷量が多く、2010年には中国全体で255.1万トンが出荷された。省別では、湖北省（35.3万トン）、広東省（33.2万トン）、江西省（27.8万トン）、湖南省（26.9万トン）、安徽省（23.7万トン）、江蘇省（21.7万トン）、広西チワン族自治区（14.2万トン）、四川省（11.4万トン）の順であった。1980年代までは香港でも稚魚を中国から輸入して養殖が行われていた。

## 利用
中国においては食用淡水魚として重要な魚種である。特に広東省の江門市や仏山市では「𩻃魚」(うお偏に崇の方言字)と呼び、煮物や「砂鍋魚頭」などの土鍋料理やスープにして食べることが多い。順徳料理などでは頭の皮のぷよぷよした部分を珍重して食べる。海水魚が主流の香港の市場にも中国産のものが出回っている。
大型の淡水魚であるため、スポーツフィッシングの対象としても扱われている。